# Juanulloa
Juanulloa és un gènere de plantes de flors pertanyent a la subfamilia Solanoideae, inclosa en la família de les solanàcies (Solanaceae). Comprèn 22 espècies distribuïdes en Centreamèrica i Sud-amèrica.

## Espècies seleccionades
És probable que Juanulloa sigui polifilètic. Les espècies acceptades actualment per The Plant List són les següents: 
- Juanulloa ferruginea Cuatrec.
- Juanulloa globifera (S. Knapp & D'Arcy) S. Knapp
- Juanulloa hookeriana Miers
- Juanulloa mexicana (Schltdl.) Miers
- Juanulloa ochracea Cuatrec.
- Juanulloa parasitica Ruiz & Pav.
- Juanulloa parviflora (Ducke) Cuatrec.
- Juanulloa pavonii (Miers) Benth. & Hook.
- Juanulloa speciosa (Miers) Dunal
- Juanulloa verrucosa (Rusby) Hunz. & Subils